# Michél Kniat
Michél „Mitch“ Kniat (* 18. November 1985 in Eschweiler) ist ein deutscher Fußballtrainer und ehemaliger Fußballspieler.

## Spielerkarriere
Der Innenverteidiger Michél Kniat begann seine Karriere beim Alsdorfer Amateurclub Alemannia Mariadorf und wechselte im Alter von 13 Jahren in den Nachwuchsbereich von Alemannia Aachen. In der Saison 2003/04 spielte er mit den Aachenern in der A-Junioren-Bundesliga. Nach der Saison wechselte Kniat zum KFC Uerdingen 05 in die damals drittklassige Regionalliga West. Zwar wurden die Uerdinger Tabellenneunter, jedoch musste der Verein wegen eines Lizenzentzugs zwangsweise absteigen. Michél Kniat wechselte daraufhin zu den Kickers Emden, ehe er im Sommer 2006 zum SV Straelen in die Oberliga Nordrhein wechselte. Dort blieb er erneut nur ein Jahr und zog 2007 zur zweiten Mannschaft von Borussia Mönchengladbach weiter. Mit der Borussia wurde Kniat in der Saison 2007/08 Meister der Oberliga Nordrhein und stieg in die Regionalliga auf. In der Regionalliga machte Kniat nur zwei Spiele für die Gladbacher, die er im Sommer 2009 verließ.
Zunächst war Michél Kniat vertragslos, schloss sich dann aber im November 2009 dem Regionalligisten Goslarer SC 08 an. Am Saisonende stieg er mit der Mannschaft als Tabellenletzter ab und wechselte zum SC Wiedenbrück. Mit den Wiedenbrückern gewann Kniat den Westfalenpokal 2011, allerdings stand er im Finale gegen Rot Weiss Ahlen nicht im Kader. Im Sommer 2012 zog Kniat weiter zum FC Oberneuland aus Bremen. Der Verein musste während der Saison 2012/13 Insolvenz anmelden und zog seine Mannschaft zurück. Im September 2013 wechselte Kniat zum Lokalrivalen Blumenthaler SV, mit dem er 2016 und 2017 jeweils Vizemeister der Bremen-Liga wurde. Im Sommer 2017 beendete er seine Spielerkarriere.

## Trainerkarriere
Bereits seit 2014 wirkte Michél Kniat als Spielertrainer des Blumenthaler SV. Im Sommer 2017 übernahm er die zweite Mannschaft des SC Paderborn 07 in der Oberliga Westfalen. Am 15. Februar 2022 übernahm Kniat den Drittligisten SC Verl als Nachfolger von Guerino Capretti. Zum Zeitpunkt des Wechsels stand die Paderborner Reserve auf Platz eins der Oberliga Westfalen. Am Ende der Saison 2021/22 belegten die Verler mit 40 Punkten den 16. Platz und sicherten sich somit den Klassenerhalt. In der Saison 2022/23 führte er den Verein mit 49 Punkten auf den 10. Platz.
Zur Saison 2023/24 wurde Kniat Cheftrainer von Arminia Bielefeld, das zuvor in die 3. Liga abgestiegen war. Er folgte auf Uwe Koschinat und unterschrieb einen Vertrag bis zum 30. Juni 2025, den er im Oktober 2024 vorzeitig verlängerte. Mit der Arminia gewann er den Westfalenpokal 2023/24 durch einen 3:1-Sieg über den SC Verl. In der Saison 2024/25 wurde er mit Arminia Bielefeld Meister in der 3. Liga und gewann die Auszeichnung „Trainer der Saison“.

## Titel
Als Spieler
- Meister der Oberliga Nordrhein: 2008 (Borussia Mönchengladbach II)
- Westfalenpokalsieger: 2011 (SC Wiedenbrück)

Als Trainer
- Deutscher Drittligameister und Aufstieg in die 2. Bundesliga: 2025 (Arminia Bielefeld)
- Westfalenpokalsieger (2): 2024, 2025 (beide Arminia Bielefeld)
- Trainer der Saison in der 3. Liga: 2025 (Arminia Bielefeld)